# (31681) 1999 JH21
1999 JH21 (asteroide 31681) é um asteroide da cintura principal. Possui uma excentricidade de 0.12206390 e uma inclinação de 10.61651º.
Este asteroide foi descoberto no dia 10 de maio de 1999 por LINEAR em Socorro.